# Todd Rundgren
Todd Harry Rundgren (* 22. června 1948 Upper Darby, Pensylvánie USA) je americký multiinstrumentalista, zpěvák, hudební producent, skladatel a zvukový inženýr. Začínal u Woody's Truck Stop. V roce 1967 spoluzaložil skupinu Nazz, které byl členem do roku 1970. V roce 1970 vydal své debutové album s názvem Runt. V letech 1973–1986, 1992 a od roku 2011 dodnes hraje se skupinou Utopia. Jeho největším hitem je písnička "I Saw The Light" (1972).

## Sólová diskografie
Studiová alba
- Runt (1970)
- Runt. The Ballad of Todd Rundgren (1971)
- Something/Anything? (1972)
- A Wizard, a True Star (1973)
- Todd (1974)
- Initiation (1975)
- Faithful (1976)
- Hermit of Mink Hollow (1978)
- Healing (1981)
- The Ever Popular Tortured Artist Effect (1983)
- A Cappella (1985)
- Nearly Human (1989)
- 2nd Wind (1991)
- No World Order (1993)
- The Individualist (1995)
- Up Against It (1997)
- With a Twist... (1997)
- One Long Year (2000)
- Liars (2004)
- Arena (2008)
- Todd Rundgren's Johnson (2011)
- (re)Production (2011)[1]

Koncertní alba
- Back to the Bars (1978)
- Can't Stop Running (2003)
- Todd (2011)